# Joeri Verlinden
Joeri Verlinden (ur. 22 stycznia 1988 w Roerdalen) – holenderski pływak, wicemistrz Europy na długim basenie i mistrz Europy na basenie 25 m.
Specjalizuje się w pływaniu stylem motylkowym. Największym jego sukcesem jest dwukrotnie srebrny medal w mistrzostwach Europy na basenie 50-metrowym w Budapeszcie w 2010 roku w wyścigu na 100 m tym stylem.
Uczestnik igrzysk olimpijskich w Londynie (6. miejsce na 100 m stylem motylkowym i 7. miejsce w sztafecie 4 × 100 m stylem zmiennym).